# Lilleshall Company
Die Lilleshall Company war ein großes Maschinenbau- und Bergbauunternehmen in Oakengates in der Grafschaft Shropshire, das auch Dampflokomotiven herstellte und als Eisenbahngesellschaft auftrat. Es wurde 1802 gegründet und ist immer noch als Hersteller von Bauelementen aktiv.

## Geschichte
Das Unternehmen geht auf die Zusammenarbeit von Granville Leveson-Gower, 1. Marquess of Stafford mit seinen Grundstückverwaltern Thomas Gilbert (1720–1798) und John Gilbert (1724–1795) zurück, die im August 1764 die Earl Gower and Company zum Abbau der Bodenschätze auf den Ländereien von Gower nördlich von Telford gründeten. Das Unternehmen hatte die Aufgabe, den knapp neun Kilometer langen Donnington Wood Canal zu bauen, der die Kohlengrube bei Donnington Wood mit der Straße von Liverpool nach Birmingham verband, aber auch über einen Seitenkanal Gowers Kalksteinbrüche bei Lilleshall erschloss. Das Unternehmen firmierte ab 1786 als Marquis of Stafford and Company. Diese wurde 1802 ersetzt die Lilleshall Company. Mit ihr ging Granville Leveson-Gower, 1. Earl Granville, der zweite Sohn des 1. Marquess of Stafford eine Partnerschaft mit den Besitzern der Eisenhütten und Eisenerzgruben von Donnington Wood ein. Somit lag die Gewinnung der Rohstoffe und die Produktion von Eisen in der Hand einer Gesellschaft. 1805 baute die Gesellschaft 6120 t Kohle und 1200 t Eisenerz ab. 1880 wurde die Lilleshall Company ein Börsennotiertes Unternehmen.
Nach der Schließung des Eisenwerkes in Priorslee war die Lilleshall Company ein Ingenieurbüro für Hochbau und Maschinenbau, ein Hersteller von Walzstahlprodukten, sowie von Baustoffen wie glasierte Ziegel und Betonmauerwerksteine, aber auch Keramikteile für den Sanitärbedarf.
Die Familie Leveson-Gower blieb in der Leitung des Unternehmens bis in die 1980er-Jahre. Das Unternehmen verlegte Anfang der 1990er-Jahre seinen Sitz nach Oldbury. Es befasst sich hauptsächlich mit der Herstellung von Kunststoffteilen für die Bauindustrie.

### Eisenwerk Priorslee
Im Jahre 1851 baute die Gesellschaft ein neues Eisenwerk mit vier Hochöfen bei Priorslee, das die Roheisenproduktion der Gesellschaft verdoppelte. 1882 wurde das Bessemer-Verfahren eingeführt, das die Produktion von Flußeisen erlaubte, das mit einem eigenen Walzwerk weiter verarbeitet wurde. 1912 entstand in Zusammenarbeit mit einem deutschen Unternehmen ein Gaswerk, das durch Kohlendestillation Gas und als Nebenprodukt Koks erzeugte. Dasselbe Unternehmen errichtete auch eine Benzolanlage. Das Eisenwerk wurde 1900 ein letztes Mal modernisiert. Ungefähr 1948 wurde die Lilleshall Iron and Steel Company gegründet, um das Eisen- und Stahlgeschäft in einer eigenen Gesellschaft zusammenzufassen. Dieses Unternehmen wurde 1951 verstaatlicht und wurde Teil der Iron and Steel Corporation of Great Britain, konnte aber 1954 von Lilleshall zurückgekauft werden. Das veraltete Eisenwerk wurde 1959 stillgelegt, ebenso die werkseigene Eisenbahn.

### Maschinenbau

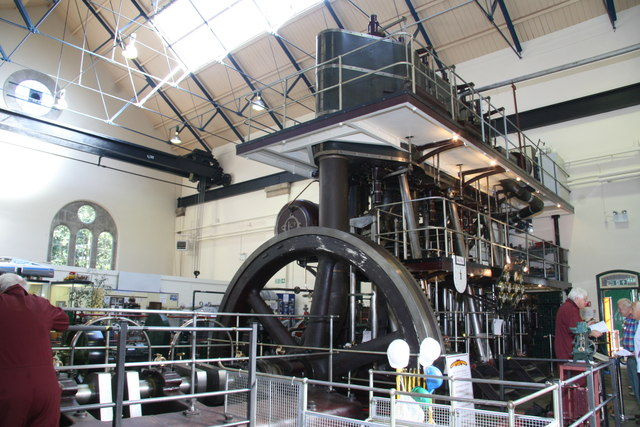
Erhaltene Dampfmaschine von Lilleshall im Museum of Power

Ausgehend von Eigenbedarf stellte der Maschinenbau der Lilleshall Company Schachtförderanlagen, Pumpen und Gebläseanlagen her. Der Maschinenbau existierte mindestens bis in die 1930er-Jahre. Eine der drei von Lilleshall für den Antrieb von Pumpen in Langford, Essex gelieferten Dampfmaschinen ist erhalten geblieben und kann im Museum of Power, das aus dem Trinkwasserpumpwerk entstanden ist, in betriebsfähigem Zustand besichtigt werden.

### Lokomotivbau

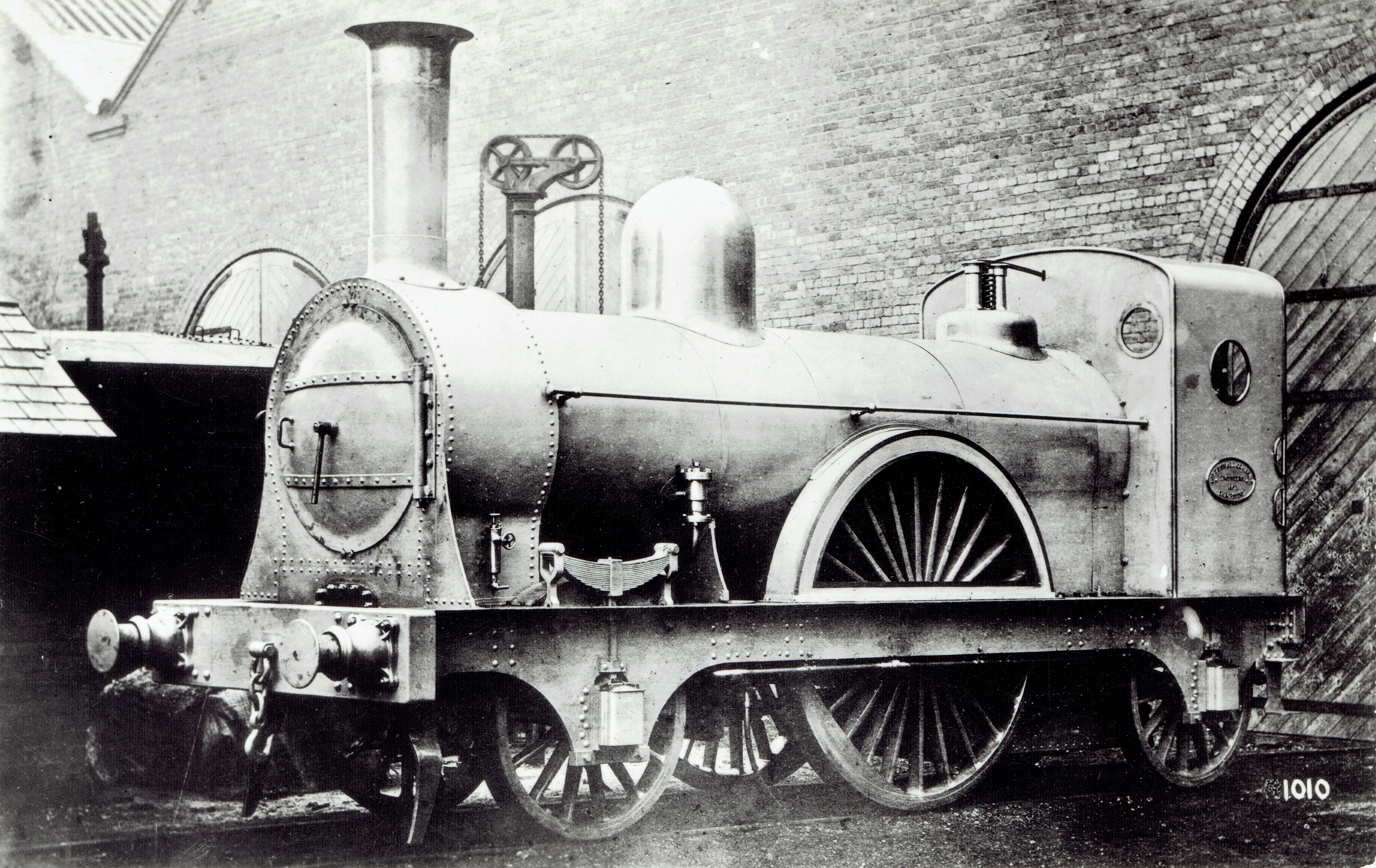
Schnellzuglokomotive von Lilleshall, die in Paris an der Weltausstellung 1867 gezeigt wurde.

Von 1862 bis 1888 wurden auch Dampflokomotiven gebaut. An der Weltausstellung Paris 1867 stellte das Unternehmen eine Single-Lokomotive für den Schnellzugdienst aus – die einzige für den Reisezugdienst gebaute Lokomotive des Unternehmens. Sie fand kein Käufer, weshalb sie von Lilleshall zu einer Dreikuppler-Tenderlokomotive umgebaut wurde und an die Cannock & Rugeley Colliery Company (CRC) verkauft wurde. Die Kupferabbaugesellschaft in Namaqualand erhielt 1871 von Lilleshall zwei Schmalspurlokomotiven für 762 mm Spurweite.